# キンキン&ムッシュのザ・チャレンジ!!
『キンキン&ムッシュのザ・チャレンジ!!』（キンキンアンドムッシュのザ・チャレンジ）は、日本テレビ系列局で放送されていた日本テレビ製作の音楽番組である。松下電器産業（現・パナソニック）の一社提供。製作局の日本テレビでは1973年10月7日から1974年3月31日まで、毎週日曜 12:15 - 12:45 （日本標準時）に放送。

## 概要
毎回3組のフォークシンガーやロックグループが出場し、チャンピオンを目指して曲の演奏で競いあっていた視聴者参加型のコンテスト番組。司会は、当時松下のラジカセ・MACのCMに出演していた愛川欽也とかまやつひろし（ムッシュかまやつ）が務めていた。
チャンピオンは3か月に1組のペースで選出され、ヨーロッパでのLP録音権を与えられていた。初代チャンピオンに輝いたのはザ・ジャネットで、優勝賞品としてロンドンのEMIレコーディング・スタジオでの録音とデビューが与えられた。また、彼らのデビュー曲「美しい季節」は番組内で紹介された。